# Vedsted (Haderslev Kommune)
 For alternative betydninger, se Vedsted. (Se også artikler, som begynder med Vedsted)
Vedsted er en by i Sønderjylland med 358 indbyggere  (2024), beliggende ved den Sønderjyske Motorvej E45 4 km øst for Over Jerstal, 20 km nord for Aabenraa, 10 km sydøst for Vojens og 13 km sydvest for Haderslev. Byen hører til Haderslev Kommune og ligger i Region Syddanmark. I 1970-2006 hørte Vedsted til Vojens Kommune.
Vedsted hører til Vedsted Sogn, og Vedsted Kirke ligger i byens sydøstlige udkant ved Vedsted Sø. Kirken lå ensomt i Middelalderen. Koret blev i første halvdel af 1500-tallet udvidet med 2 fag, og omkring 1740 blev tårnet bygget. 1901-04 blev de to sideskibe bygget til, så kirken blev en korskirke.

## Seværdigheder
- Vedsted Sø er siden 2005 blevet renset og naturgenoprettet, så den nu er en ren og klar badesø. Ved søen er anlagt et friluftsbad med sandstrand, badebro, flere vipper samt bade- og omklædningsfaciliteter.
- Vedsted Søfestival startede i 2015 og er genoptaget i 2022 med aktiviteter om eftermiddagen på og i Vedsted Sø, akkompagneret af let musik fra Lille Scene ved strandkanten, og om aftenen musik på Store Scene i Gryden ved søkanten.[3]
- Haderslev Kommunes eneste ringridning finder sted i Vedsted i august.

## Faciliteter
- Landsbyforeningen for Vedsted og omegn overtog i 2013 ansvaret for driften af "Fælleshuset" i Vedsteds gamle skole. Mødelokaler benyttes bl.a. af Vedsted Ungdomsforening (VUF). Menighedsrådet bruger lokalerne til konfirmationsforberedelse. Der er motionsrum, og skolens gymnastiksal og køkken anvendes stadig. I parken er man ved at anlægge ”det grønne område” med shelters til de mange turister på Hærvejen, der overnatter i Vedsted fordi både cykel- og vandreruten går gennem byen.
- "Vores Børnehave" har i den anden ende af den gamle skole en afdeling med 4 ansatte og en afdeling i Over Jerstal med 7 ansatte.[4] Det er planlagt at de to afdelinger sammen med en vuggestue skal samles i et børnecenter på Over Jerstal Skole ved slutningen af 2024. Det forventes at rumme 138 skoleelever og 56 børnehavebørn.[5]
- Vedsted har en købmandsforretning.

## Historie
1½ km sydvest for Vedsted ligger 1 jættestue, 1 stordysse og 4 store langdysser, hvoraf de to største på 115 og 92 m er blandt de længste i Jylland. Vedsteddysserne er fra bondestenalderen ca. 3.500-3.300 f. Kr.
I området findes også bunkers fra de to verdenskrige.

### Slukefter Kro
Slukefter Kro stammer fra 1761 og er kongelig privilegeret storkro. Kroen fungerede også som Slukefter station på Haderslev Amts Jernbaners strækning Ustrup-Toftlund 1904-1939. I den tyske tid stod der Wittstedt på stationsskiltet. Efter flere tilbygninger har kroen 48 værelser. Den gamle rejsestald, hvis porte stadig ses aftegnet i murværket, er nu kroens morgenmadsrestaurant.

### Landbohjemmet
Tyskerne brød sig ikke om, at der blev holdt danske møder på stationskroen. Derfor byggede man i 1906 Landbohjemmet, så man kunne holde de danske møder der. Under besættelsen blev stedet brugt af modstandsbevægelsen. Tyskerne fik mistanke og omringede huset om aftenen 26. september 1944, mens byens borgere fejrede Kong Christian X’s fødselsdag. Tyskerne fandt krudt mv. under scenen, og der blev løsnet skud. En frihedskæmper døde nogle dage senere af sine kvæstelser, og tyskerne sprængte Landbohjemmet i luften. Det blev genopført i 1950. I 2008 blev huset købt af en psykoterapeut, som har konsultation der, men har bevaret husets funktion som forsamlingshus, så der kan holdes familiefester og kurser og udlejes værelser.

### Genforeningssten
Ved Tøndervej 73 står en sten til minde om Genforeningen i 1920. Den blev afsløret 15. juni 1922 (Valdemarsdag og 2-årsdagen for genforeningen)

## Galleri
- Vedsted Friluftsbad
- Vedsted Landbohjem
- Vedsted Mølle
- Jættestue ved Vedsted